# 19.ª Divisão Panzer (Alemanha)
A 19ª Divisão Panzer (em alemão: 19. Panzer-Division) foi uma unidade militar blindada da Alemanha que esteve em serviço durante a Segunda Guerra Mundial.

## Comandantes
| Comandante                            | Data                                                  |
| ------------------------------------- | ----------------------------------------------------- |
| Generalleutnant Otto von Knobelsdorff | 1 de novembro de 1940 - 6 de janeiro de 1942          |
| Oberst Gustav Schmidt                 | 6 de janeiro de 1942 - 20 de abril de 1942 m.d.F.b.   |
| Generalleutnant Gustav Schmidt        | 6 de janeiro de 1942 - 7 de agosto de 1943            |
| Oberst Oskar Sörgel                   | 8 de agosto de 1943 - 17 de agosto de 1943 m.d.F.b.   |
| Oberst Hans Källner                   | 18 de agosto de 1943 - 31 de outubro de 1943 m.d.F.b. |
| Generalmajor Hans Källner             | 1 de novembro de 1943 - 24 de março de 1944           |
| Oberst Walter Denkert                 | 24 de março de 1944 - 30 de abril de 1944 m.d.st.F.b. |
| Generalleutnant Hans Källner          | 1 de maio de 1944 - 20 de março de 1945               |
| Generalmajor Hans-Joachim Deckert     | 20 de março de 1945 - 8 de maio de 1945               |

## Área de operações
| Alemanha                       | novembro de 1940 - junho de 1941   |
| Frente Oriental, setor central | junho de 1941 - dezembro de 1942   |
| Frente Oriental, setor sul     | dezembro de 1942 - junho de 1944   |
| Países Baixos                  | junho de 1944 - julho de 1944      |
| Polônia                        | agosto de 1944 - fevereiro de 1945 |
| Checoslováquia                 | fevereiro de 1945 - maio de 1945   |